# Adduct
Een adduct (Latijn: adducere, leiden naar) is een reactieproduct dat ontstaat door de directe additie van twee of meer verschillende moleculen. Een adduct bestaat uit alle atomen van alle reagerende componenten en veelal worden er tijdens de additie geen bindingen verbroken. Er ontstaan bijgevolg geen nevenproducten. Een voorbeeld is een adduct dat gevormd wordt tussen waterstofperoxide en natriumcarbonaat, waarbij het adduct natriumpercarbonaat wordt gevormd.

## Lewiszuur-base-adduct
Adductvorming treedt meestal op tussen lewiszuren en lewisbasen. Hierbij dient het lewisbase als elektronenpaardonor, waardoor een nieuwe binding kan ontstaan. Het lewiszuur is de elektronenpaaracceptor. Een goed voorbeeld van zo'n lewiszuur-base-adduct is de adductvorming tussen boortrifluoride (lewiszuur) en ammoniak (lewisbase). Boortrifluoride bezit een trigonaal planaire structuur, waarbij een leeg p-orbitaal loodrecht op het vlak van de bindingen staat. Het elektronentekort op boortrifluoride wordt gecompenseerd door adductvorming met het vrij elektronenpaar van stikstof in ammoniak. Dit soort binding wordt een donor-acceptorbinding (ook wel datieve binding of coördinatief covalente binding) genoemd. Door deze adductvorming zal er ook een wijziging optreden in de moleculaire geometrie. Boortrifluoride is een vlakke molecule, maar door de adductvorming zal er een trigonaal piramidale structuur ontstaan. De bindingselektronen van boor naar fluor worden immers elektromagnetisch afgestoten door het vrij elektronenpaar van stikstof.
|                                    |                             | |
| Molecuulmodel van boortrifluoride. | Molecuulmodel van ammoniak. | Molecuulmodel van het adduct tussen boortrifluoride en ammoniak. Duidelijk te zien is dat de moleculaire geometrie van boortrifluoride gewijzigd is. |

Een eenvoudiger en meer bekend voorbeeld is de vorming van het ammonium-ion (NH4+). Hierbij addeert een ammoniakmolecule (lewisbase) aan een proton (lewiszuur), waarbij het vrij elektronenpaar op stikstof (uit ammoniak) wordt gedoneerd aan het lege s-orbitaal van het waterstofion:

## Voorbeelden
Voorbeelden van adducten, naast die tussen lewiszuren en -basen, zijn:
- DNA-adduct: elektrofiele moleculen kunnen met de vrije elektronenparen van de stikstofbasen in het DNA covalent binden. Hierdoor kan de celdeling verhinderd worden of kunnen bepaalde mutaties in het DNA ontstaan. Voorbeelden van dergelijke moleculen zijn malondialdehyde en 4-hydroxynonenal.
- Diels-alderadduct: een adduct dat ontstaat ten gevolge van een diels-alderreactie, door reactie van een geconjugeerd dieen en een diënofiel.
- Michael-adduct: een adduct dat ontstaat ten gevolge van een Michael-additie.
- Pi-adduct: een adduct dat ontstaat door de interactie van een s- of p-orbitaal met de π-elektronen uit een pi-binding.